# سید کریم حسینی
سید کریم حسینی (زاده ۱۳۴۹ اهواز) پزشک و سیاست‌مدار اصولگرای ایرانی است، که  در دورهٔ یازدهم مجلس شورای اسلامی، به‌عنوان نماینده اهواز از استان خوزستان در مجلس حضور داشت. وی پیش‌تر معاون سیاسی استاندار خوزستان بود.

## زندگی‌نامه
وی توانست در یازدهمین انتخابات مجلس شورای اسلامی با کسب ۹۹ هزار و ۱۰۶ رای، از حوزه انتخابیه اهواز، باوی، حمیدیه و کارون از استان خوزستان انتخاب گردد.